# Femmes sous le Régime britannique au Canada
La situation des femmes sous le Régime britannique au Canada, c'est-à-dire de 1763 à 1867, est en continuité avec leur situation sous le Régime français en Nouvelle-France.

## Femmes du Canada pendant la guerre d'indépendance des États-Unis

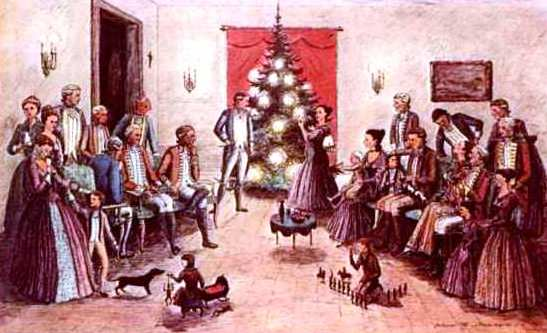
Le premier arbre de Noël au Canada, planté à Sorel par la baronne Friederike Riedesel selon une tradition locale.

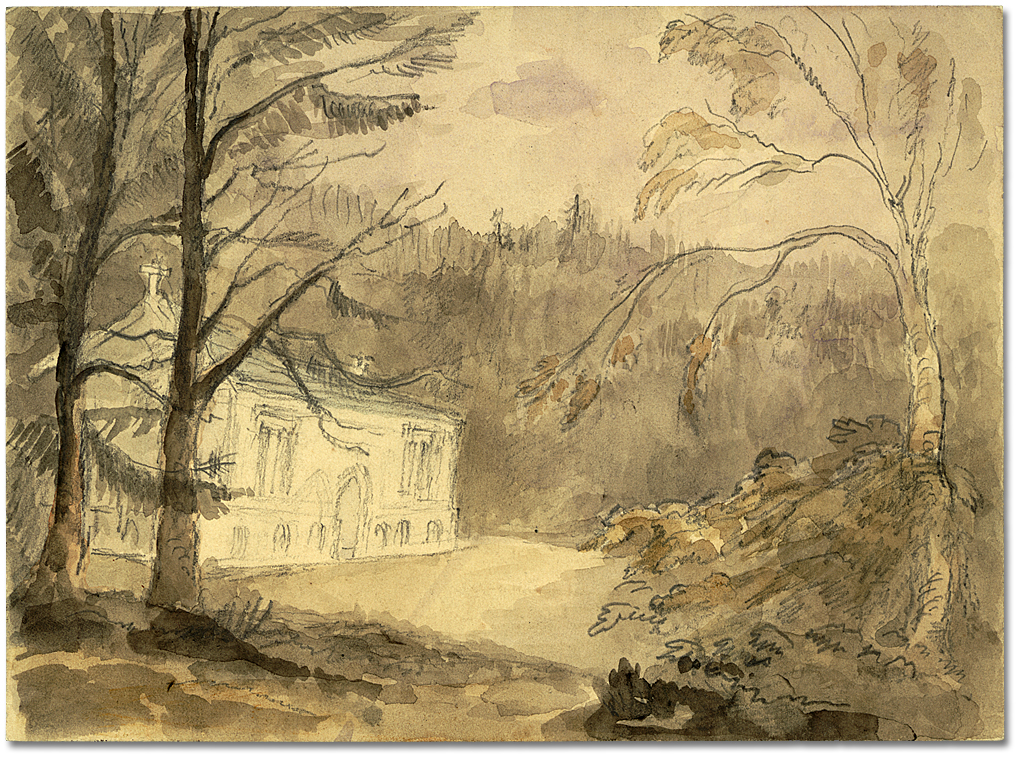
Kingston (Ontario), aquarelle d' Elizabeth Simcoe, 1796.

La Guerre de la Conquête ne change que peu le profil sociodémographique du Québec, la position des femmes reste sensiblement semblable à celle octroyée sous le Régime français. C’est la guerre d’indépendance des États-Unis qui va modifier la composition ethnolinguistique du territoire; les loyalistes qui trouvent refuge sur les terres de la couronne britannique vont demander des institutions politiques. 
Au début de la guerre d'indépendance, en 1775-1776, les patriotes américains tentent une incursion dans le Canada anglais ; la plupart des Canadiens français s'accommodent de la domination anglaise mais beaucoup évitent de s'enrôler dans la milice (en) levée par l'armée royale et la femme d'un réfractaire refuse de dénoncer sa cachette, même quand les Anglais menacent de brûler sa maison. Les religieuses ursulines de Trois-Rivières soignent les blessés et malades des deux camps. En 1776, le général baron Friedrich Adolf Riedesel, commandant des mercenaires allemands au Canada, vient s’établir au couvent des ursulines. Il est rejoint en juin 1777 par sa femme, Friederike Riedesel, accompagnée de leurs filles, qui relate son séjour dans son journal et se félicite du bon accueil des religieuses et de leurs élèves.
Les Canadiens français représentaient jusque-là la très grande majorité des habitants de la colonie ; cependant, le groupe des Canadiens anglais s’accroît considérablement avec l'arrivée des loyalistes pro-anglais des Treize Colonies qui choisissent le camp britannique lors de la révolution américaine ; ils se fixent principalement dans les provinces maritimes et l'est de l'Ontario. Seulement 25 à 30% de ces réfugiés sont des femmes. Élevées dans une culture patriarcale et conservatrice, peu viennent de leur propre initiative, et la plupart pour suivre leur époux ou leur père. Des camps de réfugiés se constituent autour de Québec et de Cataraqui (Kingston). Leur situation initiale est précaire et peu favorable aux initiatives car, à la différence des femmes restées dans leurs localités d'origine, elles ont perdu leurs terres familiales. La plupart de ces femmes sont illettrées et très peu ont laissé un journal ou des lettres : leur histoire est connue par les registres des autorités indépendantistes qui s'efforcent de détecter et déjouer les « conspirations », puis par ceux des autorités britanniques chargées d'héberger et nourrir les réfugiés. Environ 45% des réfugiés loyalistes sont nés en Amérique ; environ 30% sont des Germano-Américains, surtout des calvinistes originaires du Palatinat, comme Barbara Heck (en) (1734-1804), prédicatrice méthodiste qui se fixe avec son mari à Augusta (Ontario). D'autres groupes au fort particularisme sont les Écossais, arrivés après la révolte de 1746, et les Mohawks, Amérindiens chassés par la pression des colons de Nouvelle-Angleterre.

## Évolution des institutions
La fidélité du Canada à la Couronne britannique et le renforcement de l'élément anglophone conduisent à l’Acte constitutionnel de la Province de Québec de 1791. Cet acte permet à un électorat restreint de pouvoir voter. Il fallait être membre des groupes sociaux plus aisés pour pouvoir revendiquer ce droit. L’Acte de 1791 est intéressant pour l’analyse de la réalité du groupe social féminin, car certaines femmes ont la possibilité d’exercer le droit de vote. En effet, les femmes veuves, les femmes majeures et célibataires et les femmes mariées en séparation de biens peuvent voter. Ce droit est aboli en 1849. Ainsi, entre 1791 et 1849, certaines femmes peuvent prétendre à un pouvoir de la sphère publique. Toutefois, ce pouvoir est réservé aux groupes sociaux privilégiés.